# Cubanops andersoni
Espèce
Cubanops andersoni est une espèce d'araignées aranéomorphes de la famille des Caponiidae.

## Distribution
Cette espèce est endémique d'Andros aux Bahamas,.

## Description
Le mâle holotype mesure 2,89 mm.

## Étymologie
Cette espèce est nommée en l'honneur de Robert S. Anderson du musée canadien de la nature.

## Publication originale
- Sánchez-Ruiz, Platnick & Dupérré, 2010 : A new genus of the spider family Caponiidae (Araneae, Haplogynae) from the West Indies. American Museum novitates, no 3705, p. 1-44 (texte intégral).